# Anubis en de wraak van Arghus
Anubis en de wraak van Arghus is een bioscoopfilm gebaseerd op de serie Het Huis Anubis. De film is het vervolg op de film Anubis en het pad der 7 zonden. De film was vanaf 16 december 2009 in zowel de Belgische als Nederlandse bioscopen te zien. De regie was in handen van Dennis Bots.

## Verhaal
In het begin is er te zien dat de zoon van een poppenmaker gevraagd wordt door kinderen of hij buiten komt spelen. Dit mag, maar voor zonsopkomst. Echter binden de kinderen hem bij aankomst gelijk vast aan een boom om te kijken of hij een vampier is. Ze wachten tot de zon opkomt, en de jonge Arghus begint te branden door het zonlicht. 
Appie is jarig, en de groep wil iets geweldigs organiseren voor hem. Amber ziet in de krant een advertentie voor een spookhuis en stelt voor om daarheen te gaan op zijn verjaardag. In die zelfde krant ziet Nienke een advertentie staan waar een vermiste groep tieners op staan. Als ze bij het huis aankomen gaan ze de kamers verdelen en als de klok 12 uur slaat gebeuren er echter vreemde dingen in het huis. Zo lijkt het in het huis te spoken, en beginnen de bewoners en de genodigde vrienden een voor een te verdwijnen. Bij de verdwijning van Robbie merkt Nienke op dat er iets niet klopt in het huis. Ze treft vreemde berichtjes aan over vriendschap en liefde. Ook doolt er een geest in het huis.
Nadat Noa, Sophie en Joyce ook verdwijnen, denkt Appie dat er een vampier ronddoolt in het huis. Nienke twijfelt. Nadat Patricia en Fabian ook gepakt worden door Arghus (vermoedelijk een vampier), zien ze de geest weer. De geest blijkt een poppenmaker te zijn, de vader van Arghus (Manus). Hij leidt de groep naar een huisje waar hij een tegengif heeft gemaakt om de poppen weer tot mens te maken. 
Nienke bedenkt een plan waarbij ze de vloeistof in de sprinklers gooit, zodat alle poppen in het huis weer mensen worden. Dit gaat nog niet zo makkelijk, want Arghus zit hun op de hielen en ook Mick verdwijnt. Vlak voordat Appie de vloeistof in de sprinklers wil doen, vallen hij en Danny door een ruit naar beneden, waar de poppenmaakmachine staat. Amber en Nienke volgen. 
Nadat Appie Arghus in de machine zet, blijkt het dat Arghus een allergie heeft tegen fel licht. Er volgt een gevecht om het flesje met het tegengif erin. Uiteindelijk weet Arghus het te bemachtigen en rent ermee weg. Echter, nadat Nienke haar verontschuldigingen heeft aangeboden en Arghus heeft gezien wat ze allemaal hebben gedaan, gooit hij het tegengif alsnog in de sprinklers. Iedereen inclusief Manus is blij. Nu kan het feest pas echt beginnen!

## Rolverdeling
| Acteur                | Personage            |
| --------------------- | -------------------- |
| Loek Beernink         | Nienke Martens       |
| Lucien van Geffen     | Fabian Ruitenburg    |
| Iris Hesseling        | Amber Rozenbergh     |
| Kevin Wekker          | Appie Tayibi         |
| Vreneli van Helbergen | Patricia Soeters     |
| Vincent Banić         | Mick Zeelenberg      |
| Marieke Westenenk     | Joyce van Bodegraven |
| Gamze Tazim           | Noa van Rijn         |
| Sander van Amsterdam  | Robbie Lodewijks     |
| Patrick Wessels       | Danny Rodenmaar      |
| Claartje Janse        | Sofie Rodenmaar      |
| Bram van der Vlugt    | Manus                |
| Peter Van den Begin   | Arghus               |
| Tom Hodgson           | Jonge Arghus         |
| Julia Batelaan        | Pestend kind         |
| Rick Mackenbach       | Pestend kind         |
| Noël Denekamp         | Pestend kind         |
| Stef Poelmans         | Monnik op de bank    |

## Merchandise
- Boek: Anubis en de Wraak van Arghus
- Boek: Anubis en de Wraak van Arghus limited edition
- Anubis en de Wraak van Arghus filmmagazine
- DVD: Anubis en de Wraak van Arghus
- DVD: Anubis en de Wraak van Arghus Special Edition
- DVD: Anubis en de Wraak van Arghus limited edition
- Snoep: Drop & Gums (verpakking Wraak van Arghus)

## Prijzen
- Gouden Film, wegens het bezoekersaantal van meer dan 100.000.[2] De trofee werd aan de cast uitgereikt in het Rotterdamse Oude Luxortheater.
- Op 24 februari 2010 werd de film bekroond met een Platina Film voor het behalen van meer dan 400.000 bioscoopbezoekers.[3] Dit aantal bezoekers werd gehaald binnen twee maanden.

## Trivia
- De filmopnamen begonnen met een dag vertraging vanwege hevige regenval.
- De film is in 20 dagen opgenomen in België.
- Er zijn filmopnamen gemaakt bij Château Miranda.
- Sven de Wijn, beter bekend als Jeroen, is niet te zien in deze film.